# La Fée Clochette
Pour le personnage romanesque, voir Fée Clochette.
Série
Clochette et la Pierre de lune
(2009)
Pour plus de détails, voir Fiche technique et Distribution.
La Fée Clochette ou Clochette au Québec et au Nouveau-Brunswick (Tinker Bell) est le 110e long-métrage d'animation des studios Disney.
Sorti au cinéma dans certains pays (Argentine, Suisse, Mexique, Russie ou Japon) et directement en vidéo dans le reste du monde (dont les États-Unis et la France) en 2008, ce film entièrement réalisé en images de synthèse est un film dérivé de Peter Pan (1953) centré sur le personnage de la fée Clochette, mais sans rapport avec la suite Peter Pan 2 : Retour au Pays imaginaire.
C'est le premier épisode de la saga Disney Fairies, suivi par  Clochette et la Pierre de lune (2009), Clochette et l'Expédition féerique (2010), Clochette et le Secret des fées (2012), Clochette et la Fée pirate (2014) et Clochette et la Créature légendaire (2014).

## Synopsis
Dans la Vallée des fées (Pixie Hollow en VO) que dirige la reine Clarion, naît la Fée Clochette. Désignée par la magie des lieux comme une fée « bricoleuse », elle souhaite aller dans l'autre monde, celui des humains. Mais la règle de la vallée n'autorise à s'y rendre que les fées de la nature : les fées des eaux, des jardins, des animaux, de la lumière et voltigeuses. À l'image de ses amies Rosélia (Rosetta en VO), fée des jardins, Iridessa, fée de la lumière, Ondine (Silvermist en VO), fée de l'eau, Vidia, fée voltigeuse et Noa (Fawn en VO), fée des animaux, Clochette tente de devenir une fée de la nature mais crée beaucoup trop de problèmes et saccage la préparation du printemps. Mais elle se rappelle qu'elle est bricoleuse et fabrique des machines qui permettent de travailler plus vite et de tout réparer. Elle va alors aider ses amies et sauver la préparation du printemps. Grâce à cette aide précieuse sans laquelle le printemps dans l'autre monde aurait été retardé, la Reine Clarion donne l'autorisation exceptionnelle à Clochette de se rendre dans l'autre monde pour le printemps.

## Fiche technique
- Titre original : Tinker Bell
- Titre français : La Fée Clochette
- Titre québécois : Clochette
- Réalisation : Bradley Raymond
- Scénario : Jeffrey M. Howard
- Musique : Joel McNeely
- Société de production : Walt Disney Pictures
- Société de distribution : Walt Disney Studios Entertainment
- Langue : anglais
- Durée : 89 minutes
- Dates de sortie[1] :  États-Unis : 28 octobre 2008 ;  France : 5 novembre 2008 (directement en DVD)

## Distribution
Sauf indication contraire, les informations mentionnées dans cette section peuvent être confirmées par la base de données cinématographiques IMDb,  présente dans la section « Liens externes ».

### Voix originales
- Mae Whitman : Clochette
- Kristin Chenoweth : Rosélia
- Raven-Symoné : Iridessa
- Lucy Liu : Ondine
- America Ferrera : Noa
- Jane Horrocks : la fée Marie
- Jesse McCartney : Terence
- Jeff Bennett : Clark
- Rob Paulsen : Gabble
- Pamela Adlon : Vidia
- Anjelica Huston : la reine Clarion
- Loreena McKennitt : le narrateur / soliste (chant)
- Steve Valentine : le ministre du printemps
- Kathy Najimy : le ministre de l'été
- Richard Portnow : le ministre de l'automne
- Gail Borges : le ministre de l'hiver
- America Young : Wendy Darling
- Kat Cressida : Mme Darling
- Bob Bergen : Fireflies
- Christian Traeumer : lui-même (non crédité)

### Voix françaises
- Lorie : Clochette
- Edwige Lemoine : Rosélia
- Ariane Aggiage : Iridessa
- Marieke Bouillette : Ondine
- Anna Ramade : Noa
- Brigitte Virtudes : la fée Marie
- Alexandre Nguyen : Terence
- Charles Pestel : Clark
- Fabrice Fara : Gabble
- Élisabeth Ventura : Vidia
- Marie-Frédérique Habert : la reine Clarion
- Pierre Tessier : le ministre du printemps
- Bénédicte Lécroart : soliste (chant)

 Source et légende : version française (VF) sur RS Doublage et selon le carton du doublage français sur le DVD zone 2.

## Chansons du film
- Les fées rêvent du printemps (To the Faieries They Drow Near) - Soliste
- Restons fidèles à nous-mêmes (To the Faieries They Drow Near Part II) - Soliste
- Fly to You Heart (générique de fin) - Selena Gomez

## Bande originale du film
La musique instrumentale du film a été composée par Joel McNeely qui a également mis en musique celle des films suivants mettant en scène Clochette.
On trouve deux albums concernant la bande originale du film. Le premier, paru en 2008 avec la sortie du film en vidéo, regroupe toutes les chansons et la suite instrumentale du générique de fin, seul extrait de la musique originale de Joel McNeely. Le second album, édité par le label Intrada en 2013, regroupe toutes les compositions de Joel McNeely, moins la suite instrumentale du générique de fin, ainsi que deux chansons : les deux parties de To the Faieries They Drow Near par Loreena McKennitt et Fly to Your Heart par Selena Gomez.
La version japonaise utilise une chanson exclusive "Fairy Song" de Shion Yukawa.

## Autour du film
- Prévu initialement pour 2007, la sortie du film a été repoussée à la suite d'une controverse initiée par plusieurs responsables des studios — parmi lesquels John Lasseter, le fondateur de Pixar — sur la qualité sans cesse décroissante des « suites » destinées à la vidéo. Cette polémique a conduit à l'éviction de Sharon Morrill, présidente de la filiale Disneytoon depuis 1984.